# Distretto di Görele
Il distretto di Görele (in turco Görele ilçesi) è uno dei distretti della provincia di Giresun, in Turchia.